# Rave Culture
Rave Culture es el sucesor de Mainstage Music, fundado en el año 2018 por el dúo neerlandés de música electrónica W&W. Esta discográfica se centra principalmente en géneros como el Big Room, Trance, Progressive House, Electro House, Psytrance y Hardstyle.

## Lanzamientos [RVC]
| Artista                                        | Lanzamiento                                | Tipo     | Fecha           | Catálogo  | Comentarios                                                    |                            |
| ---------------------------------------------- | ------------------------------------------ | -------- | --------------- | --------- | -------------------------------------------------------------- | -------------------------- |
| W&W                                            | Rave Culture                               | Sencillo | 08/10/2018      | RVC001    |                                                                |                            |
| Maurice West                                   | The Kick                                   | Sencillo | 12/11/2018      | RVC002    |                                                                |                            |
| W&W x Armin van Buuren                         | Ready To Rave                              | Sencillo | 03/12/2018      | RVC003    |                                                                |                            |
| Planet Perfecto Knights (PPK)                  | Resurrection (Maurice West Remix)          | Remix    | 18/02/2019      | RVC004    |                                                                |                            |
| W&W ft. Kizuna AI                              | The Light                                  | Sencillo | 01/03/2019      | RVCAR     |                                                                |                            |
| W&W x Maurice West                             | Matrix                                     | Sencillo | 25/03/2019      | RVC005    |                                                                |                            |
| W&W vs. Blasterjaxx                            | Let The Music Take Control                 | Sencillo | 17/05/2019      | RVC006    |                                                                |                            |
| Maurice West                                   | In The Zone                                | Sencillo | 27/05/2019      | RVC007    |                                                                |                            |
| Will Sparks ft. Luciana                        | My Spine Is Tingling                       | Sencillo | 01/07/2019      | RVC008    |                                                                |                            |
| W&W x Armin van Buuren                         | Ready To Rave (Bass Modulators Remix)      | Remix    | 26/08/2019      | RVC003R   |                                                                |                            |
| Le Shuuk x Sunbeam                             | Outside World                              | Sencillo | 23/09/2019      | RVC009    |                                                                |                            |
| SaberZ x Jaxx & Vega                           | We Came To Rave                            | Sencillo | 21/10/2019      | RVC010    |                                                                |                            |
| Andrew Rayel x Chuckiess & Whackboi            | Kick, Bass & Trance                        | Sencillo | 01/11/2019      | RVC011    |                                                                |                            |
| W&W x Timmy Trumpet x Will Sparks ft. Sequenza | Tricky Tricky                              | Sencillo | 11/11/2019      | RVC012    |                                                                |                            |
| Sandro Silva x SaberZ                          | Omerta                                     | Sencillo | 25/11/2019      | RVC013    |                                                                |                            |
| Sound Rush                                     | Sticks & Stones                            | Sencillo | 13/01/2020      | RVC014    |                                                                |                            |
| Dannic                                         | Beatroot (Dannic Big Room Edit)            | Sencillo | 03/02/2020      | RVC015    |                                                                |                            |
| KEVU                                           | Colors                                     | Sencillo | 17/02/2020      | RVC016    |                                                                |                            |
| W&W x Sandro Silva (DJ) x Zafrir               | Wizard Of The Beats                        | Sencillo | 24/02/2020      | RVC017    |                                                                |                            |
| Will Sparks                                    | Vienna                                     | Sencillo | 02/03/2020      | RVC018    |                                                                |                            |
| W&W x Lucas & Steve                            | Do It For You                              | Sencillo | 13/03/2020      | RVC019    |                                                                |                            |
| Sandro Silva x Graham Bell                     | Raveolution                                | Sencillo | 16/03/2020      | RVC020    |                                                                |                            |
| D-Block & S-te-Fan                             | Love On Fire                               | Sencillo | 30/03/2020      | RVC021    |                                                                |                            |
| SaberZ x Zanny Duko                            | Open Your Mind                             | Sencillo | 06/04/2020      | RVC022    |                                                                |                            |
| KEVU                                           | Rave Is Our Cure                           | Sencillo | 13/04/2020      | RVC023    |                                                                |                            |
| Graham Bell                                    | Pam Pam (Phat Bass)                        | Sencillo | 27/04/2020      | RVC024    |                                                                |                            |
| Jaxx & Vega x OUTRAGE                          | The Night                                  | Sencillo | 04/05/2020      | RVC025    |                                                                |                            |
| Zafrir                                         | Zangi                                      | Sencillo | 11/05/2020      | RVC026    |                                                                |                            |
| Sandro Silva x SaberZ                          | Russian Roulette                           | Sencillo | 18/05/2020      | RVC027    |                                                                |                            |
| ANG                                            | Rave City                                  | Sencillo | 01/06/2020      | RVC028    |                                                                |                            |
| Sandro Silva x KEVU                            | Royal (EP)                                 | EP       | 15 y 22/06/2020 | RVC029    | Canciones: "The Night King" y "Champion Sound".                |                            |
| AXMO                                           | The Mind                                   | Sencillo | 06/07/2020      | RVC030    |                                                                |                            |
| W&W                                            | Comin' To Getcha                           | Sencillo | 17/07/2020      | RVC031    |                                                                |                            |
| KEVU                                           | Turn It Up                                 | Sencillo | 27/07/2020      | RVC032    |                                                                |                            |
| Sandro Silva                                   | Ibiza 7AM                                  | Sencillo | 03/08/2020      | RVC033    |                                                                |                            |
| SaberZ x ANG                                   | Home Run                                   | Sencillo | 17/08/2020      | RVC034    |                                                                |                            |
| Darren Styles x Stonebank                      | Skank In The Rave                          | Sencillo | 24/08/2020      | RVC035    |                                                                |                            |
| Will Sparks x MaRLo                            | Feel It                                    | Sencillo | 04/09/2020      | RVC036    |                                                                |                            |
| KEVU                                           | Set Me Free                                | Sencillo | 14/09/2020      | RVC037    |                                                                |                            |
| Graham Bell                                    | Rollercoaster                              | Sencillo | 02/10/2020      | RVC038    |                                                                |                            |
| W&W x AXMO ft. Sonja                           | Rave Love                                  | Sencillo | 23/10/2020      | RVC039    |                                                                |                            |
| Carta                                          | Liang                                      | Sencillo | 09/11/2020      | RVC040    |                                                                |                            |
| Sandro Silva x Willy William                   | Bollywood                                  | Sencillo | 20/11/2020      | RVC041    |                                                                |                            |
| KEVU x ANG                                     | Treasure Bay                               | Sencillo | 07/12/2020      | RVC042    |                                                                |                            |
| W&W                                            | Gold                                       | Sencillo | 18/12/2020      | RVC043    |                                                                |                            |
| Maddix                                         | Activating                                 | Sencillo | 15/01/2021      | RVC044    |                                                                |                            |
| O-Zone                                         | Dragostea Din Tei (W&W Remix)              | Remix    | 22/01/2021      | RVC045    |                                                                |                            |
| Sandro Silva x AXMO                            | Heaven & Hell                              | Sencillo | 29/01/2021      | RVC046    |                                                                |                            |
| NIVIRO                                         | The Wellerman (Sea Shanty)                 | Sencillo | 05/02/2021      | RVC047    |                                                                |                            |
| KEVU x SaberZ                                  | Dream Team                                 | Sencillo | 08/02/2021      | RVC048    |                                                                |                            |
| Justin Prime x Husman                          | Ninja                                      | Sencillo | 19/02/2021      | RVC049    |                                                                |                            |
| AXMO                                           | Paralyzed                                  | Sencillo | 26/02/2021      | RVC050    |                                                                |                            |
| Topmodelz                                      | Your Love (Atmozfears x Sound Rush Remix)  | Remix    | 05/03/2021      | RVC051    |                                                                |                            |
| KEVU                                           | Galaxy (EP)                                | EP       | 19/03/2021      | RVC052    | Canciones: "Galaxy" y "Area 51".                               |                            |
| Sandro Silva x Jaxx & Vega                     | Outta Control                              | Sencillo | 26/03/2021      | RVC053    |                                                                |                            |
| NIVIRO                                         | The Ashes                                  | Sencillo | 02/04/2021      | RVC054    |                                                                |                            |
| Justin Prime x SaberZ                          | Neutron                                    | Sencillo | 09/04/2021      | RVC055    |                                                                |                            |
| Tony Junior x KEVU                             | Centaur                                    | Sencillo | 16/04/2021      | RVC056    |                                                                |                            |
| Ben Nicky x Olly James ft. MC Stretch          | We Are The Ravers                          | Sencillo | 23/04/2021      | RVC057    |                                                                |                            |
| Sandro Silva                                   | As One                                     | Sencillo | 26/04/2021      | RVC058    |                                                                |                            |
| W&W x AXMO ft. Giin                            | Skydance                                   | Sencillo | 30/04/2021      | RVC059    |                                                                |                            |
| Carta                                          | Big Beat                                   | Sencillo | 03/05/2021      | RVC060    |                                                                |                            |
| NIVIRO                                         | The Phoenix                                | Sencillo | 07/05/2021      | RVC061    |                                                                |                            |
| SaberZ ft. Haarley                             | Our Kingdom                                | Sencillo | 14/05/2021      | RVC062    |                                                                |                            |
| Sub Zero Project x Rebelion                    | Sinners Paradise                           | Sencillo | 21/05/2021      | RVC063    |                                                                |                            |
| 22Bullets x AXMO                               | Mr. BigBoom                                | Sencillo | 28/05/2021      | RVC064    |                                                                |                            |
| NWYR x FLRNTN x Darius & Finlay                | InterGalactic                              | Sencillo | 04/06/2021      | RVC065    |                                                                |                            |
| KEVU                                           | Afterlife                                  | Sencillo | 07/06/2021      | RVC066    |                                                                |                            |
| Olly James x Rave Republic                     | Rave Is Our Religion                       | Sencillo | 11/06/2021      | RVC067    |                                                                |                            |
| Sandro Silva                                   | Forever                                    | Sencillo | 18/06/2021      | RVC068    |                                                                |                            |
| ZAXX                                           | Diddy Bop                                  | Sencillo | 25/06/2021      | RVC069    |                                                                |                            |
| AXMO                                           | The Jungle                                 | Sencillo | 02/07/2021      | RVC070    |                                                                |                            |
| W&W x Martin Jensen ft. Linnea Schössow        | Greece 2021                                | Sencillo | 09/07/2021      | RVC071    |                                                                |                            |
| Carta x Luminn                                 | Reload                                     | Sencillo | 16/07/2021      | RVC072    |                                                                |                            |
| Wiwek                                          | Periphery                                  | Sencillo | 23/07/2021      | RVC073    |                                                                |                            |
| Blasterjaxx x KEVU                             | Unchained                                  | Sencillo | 30/07/2021      | RVC074    |                                                                |                            |
| W&W x Sandro Silva x Justin Prime              | This Is Our Legacy                         | Sencillo | 06/08/2021      | RVC075    |                                                                |                            |
| NIVIRO                                         | The Hymn Of Nivoria                        | Sencillo | 13/08/2021      | RVC076    |                                                                |                            |
| Will Sparks                                    | Maniac                                     | Sencillo | 20/08/2021      | RVC077    |                                                                |                            |
| KEVU x SaberZ                                  | Mark Of Cain                               | Sencillo | 23/08/2021      | RVC078    |                                                                |                            |
| AXMO x STVW                                    | Time Capsule                               | Sencillo | 03/09/2021      | RVC079    |                                                                |                            |
| Husman                                         | Desire                                     | Sencillo | 06/09/2021      | RVC080    |                                                                |                            |
| Nicky Romero x W&W                             | We're Still Young                          | Sencillo | 10/09/2021      | RVC081    |                                                                |                            |
| Sandro Silva                                   | Risk It All                                | Sencillo | 17/09/2021      | RVC082    |                                                                |                            |
| NIVIRO x KEVU                                  | Unity                                      | Sencillo | 24/09/2021      | RVC083    |                                                                |                            |
| SaberZ x Drifter5                              | Huang                                      | Sencillo | 01/10/2021      | RVC084    |                                                                |                            |
| Sandro Silva x Olly James                      | Founding Fathers                           | Sencillo | 15/10/2021      | RVC085    |                                                                |                            |
| Harris & Ford x AXMO ft. Sarah De Warren       | Dreams                                     | Sencillo | 22/10/2021      | RVC086    |                                                                |                            |
| NIVIRO                                         | The Wolves                                 | Sencillo | 28/10/2021      | RVC087    |                                                                |                            |
| W&W x Blasterjaxx                              | Dynamite (Bigroom Nation)                  | Sencillo | 29/10/2021      | RVC088    |                                                                |                            |
| DubVision                                      | No More                                    | Sencillo | 05/11/2021      | RVC089    |                                                                |                            |
| KEVU x SixCap                                  | Mystery                                    | Sencillo | 12/11/2021      | RVC090    |                                                                |                            |
| NIVIRO                                         | Deja Vu                                    | Sencillo | 19/11/2021      | RVC091    |                                                                |                            |
| ANG x SaberZ                                   | Takeover                                   | Sencillo | 22/11/2021      | RVC092    |                                                                |                            |
| W&W x Groove Coverage                          | Moonlight Shadow                           | Sencillo | 26/11/2021      | RVC093    |                                                                |                            |
| AXMO ft. Benni Hunnit                          | Monsters                                   | Sencillo | 03/12/2021      | RVC094    |                                                                |                            |
| Sub Zero Project                               | Rave Culture 2022                          | Remix    | 10/12/2021      | RVC095    |                                                                |                            |
| Ben Nicky x AVAO ft. Kye Sones                 | Guilty                                     | Sencillo | 17/12/2021      | RVC096    |                                                                |                            |
| Ørjan Nilsen x ANG                             | Thousand Drums                             | Sencillo | 07/01/2022      | RVC097    |                                                                |                            |
| NIVIRO                                         | Little Astronaut                           | Sencillo | 14/01/2022      | RVC098    |                                                                |                            |
| Sandro Silva x Wiwek                           | Told Ya! 2022                              | Sencillo | 21/01/2022      | RVC099    |                                                                |                            |
| NWYR                                           | The Lone Ranger                            | Sencillo | 28/02/2022      | RVC100    | Rave Culture: Dystopia #1                                      |                            |
| AXMO x KEVU                                    | Ravergy                                    | Sencillo | 04/02/2022      | RVC101    |                                                                |                            |
| Darren Styles x Olly James x Dee Dee           | Forever                                    | Sencillo | 11/02/2022      | RVC102    |                                                                |                            |
| NIVIRO                                         | New World                                  | Sencillo | 18/02/2022      | RVC103    |                                                                |                            |
| KEVU x STVW                                    | With You                                   | Sencillo | 21/02/2022      | RVC104    |                                                                |                            |
| W&W x AXMO ft. Sonja                           | StarShine (I Don't Want This Night To End) | Sencillo | 25/02/2022      | RVC105    |                                                                |                            |
| Wiwek                                          | Partisan                                   | Sencillo | 04/03/2022      | RVC106    | Rave Culture: Dystopia #2                                      |                            |
| EMKR x Azael ft. Jaime Deraz                   | Strangers In The Night                     | Sencillo | 07/03/2022      | RVC107    |                                                                |                            |
| Ben Nicky x STVW                               | Soulmate                                   | Sencillo | 11/03/2022      | RVC108    |                                                                |                            |
| Sandro Silva                                   | Bulldog                                    | Sencillo | 18/03/2022      | RVC109    |                                                                |                            |
| AXMO x R3SPAWN                                 | Flashbacks                                 | Sencillo | 25/03/2022      | RVC110    |                                                                |                            |
| KEVU x DJ Junior                               | Shambhala                                  | Sencillo | 04/04/2022      | RVC111    |                                                                |                            |
| W&W x The Lost Shepherds ft. Sonny Wilson      | Sao Paulo                                  | Sencillo | 08/04/2022      | RVC112    |                                                                |                            |
| NIVIRO                                         | Million Miles (EP)                         | EP       | 15/04/2022      | RVC113    | Canciones: "Million Miles (ft. Robin Valo)" y "The Year 2049". |                            |
| Jaxx & Vega x Husman                           | Desperados                                 | Sencillo | 22/04/2022      | RVC114    |                                                                |                            |
| Sandro Silva                                   | Zeta                                       | Sencillo | 29/04/2022      | RVC115    | Rave Culture: Dystopia #3                                      |                            |
| Ben Nicky x Dr Phunk x Technikore              | Ghost Town                                 | Sencillo | 06/05/2022      | RVC116    |                                                                |                            |
| NWYR x Wiwek                                   | Cocoon                                     | Sencillo | 13/05/2022      | RVC117    | Rave Culture: Dystopia #4                                      |                            |
| AXMO ft. Marmy                                 | Y.O.L.O (You Only Lie Once)                | Sencillo | 20/05/2022      | RVC118    |                                                                |                            |
| Olly James                                     | The Age Of Rave                            | Sencillo | 27/05/2022      | RVC119    |                                                                |                            |
| Bassjackers x L3N                              | Fall                                       | Sencillo | 03/06/2022      | RVC120    |                                                                |                            |
| NWYR                                           | S1R1                                       | Sencillo | 10/06/2022      | RVC121    | Rave Culture: Dystopia #5                                      |                            |
| KEVU                                           | Triangle Love                              | Sencillo | 13/06/2022      | RVC122    |                                                                |                            |
| Sandro Silva x Outsiders                       | One More Night                             | Sencillo | 17/06/2022      | RVC123    |                                                                |                            |
| Bonka x Rave Republic ft. Maikki               | Brakes On                                  | Sencillo | 23/06/2022      | RVC124    |                                                                |                            |
| Martin Jensen                                  | Criminal Minds                             | Sencillo | 24/06/2022      | RVC125    |                                                                |                            |
| NIVIRO                                         | Holding Out For A Hero                     | Sencillo | 01/07/2022      | RVC126    |                                                                |                            |
| W&W x Harris & Ford x Special D                | Come With Me                               | Sencillo | 08/07/2022      | RVC127    |                                                                |                            |
| Justin Prime x Jaxx & Vega x Tal Iluz          | Annihilation                               | Sencillo | 11/07/2022      | RVC128    |                                                                |                            |
| Carta                                          | EDM                                        | Sencillo | 15/07/2022      | RVC129    |                                                                |                            |
| AXMO x Dance Nation                            | Sunshine                                   | Sencillo | 22/07/2022      | RVC130    |                                                                |                            |
| Olly James x Technikore                        | Where Did You Go                           | Sencillo | 29/07/2022      | RVC131    |                                                                |                            |
| KEVU x Husman                                  | Jedi                                       | Sencillo | 05/08/2022      | RVC132    |                                                                |                            |
| NWYR x AXMO x STVW                             | Music In The Air                           | Sencillo | 12/08/2022      | RVC133    |                                                                |                            |
| SaberZ x LYNDO                                 | Revival                                    | Sencillo | 15/08/2022      | RVC134    |                                                                |                            |
| Wiwek x Mike Cervello                          | Stop The Madness                           | Sencillo | 19/08/2022      | RVC135    |                                                                |                            |
| Demi Kanon x Atmozfears                        | Dynamite (TNT)                             | Sencillo | 26/08/2022      | RVC136    |                                                                |                            |
| NIVIRO                                         | Oxygen                                     | Sencillo | 02/09/2022      | RVC137    |                                                                |                            |
| Martin Jensen                                  | Pages                                      | Sencillo | 09/09/2022      | RVC138    |                                                                |                            |
| AXMO x DJ Junior                               | I Like To Party                            | Sencillo | 16/09/2022      | RVC139    |                                                                |                            |
| Jaxx & Vega ft. Maikki                         | Rave Time (W&W Edit)                       | Sencillo | 23/09/2022      | RVC140    |                                                                |                            |
| Sandro Silva x STVW                            | Lost Soul                                  | Sencillo | 30/09/2022      | RVC141    |                                                                |                            |
| Olly James x SkyLights ft. Kris Kiss           | East To The West                           | Sencillo | 07/10/2022      | RVC142    |                                                                |                            |
| Blastoyz x Aquatica                            | Colosseum                                  | Sencillo | 14/10/2022      | RVC143    |                                                                |                            |
| Husman                                         | Sleepwalkers                               | Sencillo | 21/10/2022      | RVC144    | Rave Culture: Dystopia #6                                      |                            |
| KEVU x STVW                                    | Moshpit                                    | Sencillo | 24/10/2022      | RVC145    |                                                                |                            |
| W&W x Sub Zero Project                         | Paradise                                   | Sencillo | 28/10/2022      | RVC146    |                                                                |                            |
| AXMO x Sandro Silva                            | The Soulcatcher                            | Sencillo | 04/11/2022      | RVC147    |                                                                |                            |
| W&W x Ben Nicky x KEVU                         | Freed From Desire                          | Sencillo | 11/11/2022      | RVC148    |                                                                |                            |
| SaberZ ft. Kazhi                               | Bonfire                                    | Sencillo | 18/11/2022      | RVC149    |                                                                |                            |
| NIVIRO                                         | Alegria                                    | Sencillo | 25/11/2022      | RVC150    |                                                                |                            |
| Sandro Silva                                   | Wanna Play?                                | Sencillo | 02/12/2022      | RVC151    |                                                                |                            |
| KEVU                                           | Gravity                                    | Sencillo | 09/12/2022      | RVC152    |                                                                |                            |
| W&W x AXMO                                     | Heaven Is A Place On Earth                 | Sencillo | 16/12/2022      | RVC153    |                                                                |                            |
| Nick Havsen                                    | Bigroom Is Life                            | Sencillo | 19/12/2022      | RVC154    |                                                                |                            |
| Darius & Finlay x MartinBepunkt                | My Little Heart (Bam Bam)                  | Sencillo | 06/01/2023      | RVC155    |                                                                |                            |
| W&W x Wiwek                                    | Armageddon                                 | Sencillo | 13/01/2023      | RVC156    |                                                                |                            |
| SaberZ                                         | Demons                                     | Sencillo | 16/01/2023      | RVC157    |                                                                |                            |
| Olly James                                     | Back To The Future                         | Sencillo | 20/01/2023      | RVC158    |                                                                |                            |
| nanobii                                        | RAVER                                      | Sencillo | 27/01/2023      | RVC159    |                                                                |                            |
| NWYR                                           | Oblivion                                   | Sencillo | 03/02/2023      | RVC160    |                                                                |                            |
| KEVU x NIVIRO                                  | Dancing Night                              | Sencillo | 10/02/2023      | RVC161    |                                                                |                            |
| Jaxx & Vega x G-Sus                            | Thunderdome                                | Sencillo | 17/02/2023      | RVC162    |                                                                |                            |
| W&W x AXMO ft. Haley Maze                      | Rave Superstar                             | Sencillo | 24/02/2023      | RVC163    |                                                                |                            |
| Ben Nicky x Uberjak'd x Trey Pearce            | Relapse                                    | Sencillo | 03/03/2023      | RVC164    |                                                                |                            |
| VINAI x Naeleck x Raakmo                       | The Sinner                                 | Sencillo | 10/03/2023      | RVC165    |                                                                |                            |
| W&W x Harris & Ford x TRIIIPLE INC.            | Fantasy (Tricky Disco)                     | Sencillo | 17/03/2023      | RVC166    |                                                                |                            |
| Ezra Hazard ft. Jaime Deraz                    | Golden Days                                | Sencillo | 24/03/2023      | RVC167    |                                                                |                            |
| AXMO                                           | Party Everyday                             | Sencillo | 31/03/2023      | RVC168    |                                                                |                            |
| STVW                                           | Ready To Rock                              | Sencillo | 07/04/2023      | RVC169    |                                                                |                            |
| EMKR                                           | Lost In The Music                          | Sencillo | 10/04/2023      | RVC170    |                                                                |                            |
| Rave Republic x New Sound Nation ft. Sønsh     | Daddy DJ                                   | Sencillo | 14/04/2023      | RVC171    |                                                                |                            |
| Firebeatz                                      | Calfornia                                  | Sencillo | 21/04/2023      | RVC172    |                                                                |                            |
| W&W x Sandro Silva ft. MC Ambush               | Shake The Buiding                          | Sencillo | 28/04/2023      | RVC173    |                                                                |                            |
| KEVU                                           | Believe In The Music                       | Sencillo | 05/05/2023      | RVC174    |                                                                |                            |
| Martin Jensen x Landis                         | Tokyo Trip                                 | Sencillo | 19/05/2023      | RVC175    |                                                                |                            |
| W&W x VINAI                                    | Gangster                                   | Sencillo | 19/05/2023      | RVC176    |                                                                |                            |
| nanobii                                        | EDMluv                                     | Sencillo | 26/05/2023      | RVC177    |                                                                |                            |
| Marnik x Widemode x The Golden Army            | Take Me Away                               | Sencillo | 02/06/2023      | RVC178    |                                                                |                            |
| STVW x DJ Junior                               | Rave Workout                               | Sencillo | 09/06/2023      | RVC179    |                                                                |                            |
| Firebeatz                                      | This Party                                 | Sencillo | 16/06/2023      | RVC180    |                                                                |                            |
| Nick Havsen                                    | Tranceylvania                              | Sencillo | 19/06/2023      | RVC181    |                                                                |                            |
| AXMO x le Shuuk x LePrince                     | I Like To Move It                          | Sencillo | 23/06/2023      | RVC182    |                                                                |                            |
| Olly James                                     | Afterparty                                 | Sencillo | 30/06/2023      | RVC183    |                                                                |                            |
| KEVU                                           | Luna                                       | Sencillo | 07/07/2023      | RVC184    |                                                                |                            |
| Ezra Hazard x EMKR x Linnea Schossow           | Changes                                    | Sencillo | 14/07/2023      | RVC185    |                                                                |                            |
| Sandro Silva                                   | Bubbling Sound                             | Sencillo | 21/07/2023      | RVC186    |                                                                |                            |
| W&W x AXMO                                     | Ritmo De La Noche (Vamos A La Playa)       | Sencillo | 28/07/2023      | RVC187    |                                                                |                            |
| STVW ft. Becko                                 | In My Head                                 | Sencillo | 04/08/2023      | RVC188    |                                                                |                            |
| AXMO x Jerome ft. Jessica Chertock             | End Of Time                                | Sencillo | 11/08/2023      | RVC189    |                                                                |                            |
| Andrew Rayel x SaberZ                          | Electron                                   | Sencillo | 25/08/2023      | RVC190    |                                                                |                            |
| R3HAB x W&W                                    | Million Places                             | Sencillo | 25/08/2023      | RVC191    |                                                                |                            |
| le Shuuk ft. Meryll                            | High On Life                               | Sencillo | 01/09/2023      | RVC192    |                                                                |                            |
| NWYR                                           | Spitfire                                   | Sencillo | 08/09/2023      | RVC193    |                                                                |                            |
| KEVU                                           | Orion                                      | Sencillo | 11/09/2023      | RVC194    |                                                                |                            |
| AXMO x nanobii                                 | Euro Fever                                 | Sencillo | 15/09/2023      | RVC195    |                                                                |                            |
| Naeleck x Oddity                               | Kabuki                                     | Sencillo | 22/09/2023      | RVC196    |                                                                |                            |
| W&W x Da Tweekaz                               | Kriss Kross                                | Sencillo | 29/09/2023      | RVC197    |                                                                |                            |
| Jay Hardway ft. Nadia Gattas                   | On Fire                                    | Sencillo | 06/10/2023      | RVC198    |                                                                |                            |
| STVW                                           | Inferno                                    | Sencillo | 09/10/2023      | RVC199    |                                                                |                            |
| Nifra                                          | Youphoria                                  | Sencillo | 13/10/2023      | RVC200    |                                                                |                            |
| David Rust                                     | Cultr                                      | Sencillo | 20/10/2023      | RVC201    |                                                                |                            |
| le Shuuk                                       | Ong Diggy Dong                             | Sencillo | 27/10/2023      | RVC202    |                                                                |                            |
| Nick Havsen                                    | Aftermath                                  | Sencillo | 30/10/2023      | RVC203    |                                                                |                            |
| AXMO                                           | Love Core                                  | Sencillo | 03/11/2023      | RVC204    |                                                                |                            |
| STVW                                           | One Last Fight                             | Sencillo | 10/11/2023      | RVC205    |                                                                |                            |
| Sandro Silva                                   | Andromeda                                  | Sencillo | 17/11/2023      | RVC206    |                                                                |                            |
| EMKR                                           | The Taste Of Summer                        | Sencillo | 20/11/2023      | RVC207    |                                                                |                            |
| W&W x KEVU                                     | Incoming!                                  | Sencillo | 24/11/2023      | RVC208    |                                                                |                            |
| nanobii                                        | MoonLight                                  | Sencillo | 01/12/2023      | RVC209    |                                                                |                            |
| SaberZ x AKI-HIRO                              | The Ark                                    | Sencillo | 04/12/2023      | RVC210    |                                                                |                            |
| STVW ft. Maikki                                | Chemical Heartbeat                         | Sencillo | 15/12/2023      | RVC211    |                                                                |                            |
| AXMO x Groove Coverage x AKI-HIRO              | Poison                                     | Sencillo | 05/01/2024      | RVC212    |                                                                |                            |
| Rave Republic x Bonka ft. Maikki               | Rebels Of The Night                        | Sencillo | 12/01/2024      | RVC213    |                                                                |                            |
| KEVU                                           | Galactica                                  | Sencillo | 15/01/2024      | RVC214    |                                                                |                            |
| W&W x Bassjackers                              | Why I Am Doing This?!                      | Sencillo | 19/01/2024      | RVCD001   | Rave Culture: Dystopia #7                                      |                            |
| Gammer x Olly James                            | Can't Get You Out Of My Head               | Sencillo | 26/01/2024      | RVC215    |                                                                |                            |
| Jaxx & Vega x VSNS                             | Euphoria                                   | Sencillo | 29/01/2024      | RVC216    |                                                                |                            |
| AXMO                                           | Make It Boom!                              | Sencillo | 02/02/2024      | RVC217    |                                                                |                            |
| Naeleck x Sandro Silva                         | Save Me                                    | Sencillo | 09/02/2024      | RVC218    |                                                                |                            |
| Ezra Hazard x Drifter5                         | Good Time                                  | Sencillo | 12/02/2024      | RVC219    |                                                                |                            |
| STVW                                           | Still Waiting                              | Sencillo | 16/02/2024      | RVC220    |                                                                |                            |
| David Rust x DAVOR                             | Gotta Get Thru This                        | Sencillo | 23/02/2024      | RVC221    |                                                                |                            |
| Nick Havsen x DJ Junior                        | Say Goodbye                                | Sencillo | 26/02/2024      | RVC222    |                                                                |                            |
| Plastik Funk x Rave Republic x Bellini         | Samba De Janeiro                           | Sencillo | 01/03/2024      | RVC223    |                                                                |                            |
| SaberZ x Jones Vendera                         | The Unknown                                | Sencillo | 08/03/2024      | RVC224    |                                                                |                            |
| AXMO                                           | Back Again                                 | Sencillo | 15/03/2024      | RVC225    |                                                                |                            |
| Darius & Finlay x Mission One feat. Maikki     | Rave Core                                  | Sencillo | 22/03/2024      | RVC226    |                                                                |                            |
| Marnik                                         | Stranger (To Stability)                    | Sencillo | 29/03/2024      | RVCD002   | Rave Culture: Dystopia #8                                      |                            |
| W&W x ItaloBrothers x Captain Curtis           | Jump Jump Jump                             | Sencillo | 05/04/2024      | RVC227    |                                                                |                            |
| Rave Republic                                  | The Mountain King                          | Sencillo | 12/04/2024      | RVCD003   | Rave Culture: Dystopia #9                                      |                            |
| NWYR                                           | Fight Club                                 | Sencillo | 19/04/2024      | RVC228    |                                                                |                            |
| Breathe Carolina x STVW                        | Long Night                                 | Sencillo | 26/04/2024      | RVC229    |                                                                |                            |
| W&W x Vini Vicci                               | Rave Mozart                                | Sencillo | 03/05/2024      | RVC230    |                                                                |                            |
| Plastik Funk x Rave Republic x Bellini         | Samba De Janeiro (Club Mix)                | Sencillo | 10/05/2024      | RVC231    |                                                                |                            |
| AXMO                                           | Lose My Breath                             | Sencillo | 17/05/2024      | RVC232    |                                                                |                            |
| STVW ft. Story Untold                          | Boulevard Of Broken Dreams                 | Sencillo | 31/05/2024      | RVC233    |                                                                |                            |
| Jaxx & Vega x Justin Prime                     | Face Down (Hands Up)                       | Sencillo | 07/06/2024      | RVC234    |                                                                |                            |
| BEAUZ x KEVU                                   | Stupid                                     | Sencillo | 14/06/2024      | RVCACT001 | Rave Culture x Actuation                                       |                            |
| Wiwek                                          | Rush                                       | Sencillo | 21/06/2024      | RVC235    |                                                                |                            |
| w&W x AXMO                                     | If I Die Young                             | Sencillo | 28/07/2024      | RVC236    |                                                                |                            |
| Mangoo x Rave Republic x TBR                   | Heart Beats Faster (Eurodancer)            | Sencillo | 05/07/2024      | RVC237    |                                                                |                            |
| STVW x Tatsunoshin                             | Good Time feat. (Møf-Lo & Giin             | Sencillo | 12/07/2024      | RVC238    |                                                                |                            |
| Restricted x [NIKSTER]]                        | Insomnia                                   | Sencillo | 19/07/2024      | RVCD004   | Rave Culture: Dystopia #10                                     |                            |
| NIVIRO                                         | Psychedelics                               | Sencillo | 02/08/2024      | RVC239    |                                                                |                            |
| Mike Williams ft. Meryll                       | I Want It All (Euphoria)                   | Sencillo | 09/08/2024      | RVC240    |                                                                |                            |
| AXMO                                           | Sittin Down Here                           | Sencillo | 16/08/2024      | RVC241    |                                                                |                            |
| W&W x Ezra Hazard x BATE ft. Sonja             | If I Lose Myself                           | Sencillo | 23/08/2024      | RVC242    |                                                                |                            |
| Inquisitve x [Tatsunoshin]] x Slenderino       | Rave Dream                                 | Sencillo | 30/08/2024      | RVC243    |                                                                |                            |
| STVW x CHOCKABLOCK                             | Mr. Brightside                             | Sencillo | 06/09/2024      | RVC244    |                                                                |                            |
| AXMO x ZIGGY X feat. DERB                      | DERBUS                                     | Sencillo | 20/09/2024      | RVC245    |                                                                |                            |
| W&w x Harris & Ford x Special D                | Another Day In Paradise                    | Sencillo | 26/09/2024      | RVC246    |                                                                |                            |
| Dimatik x Strickly Business ft. Diandra Faye   | Lose My Breath                             | Sencillo | 04/10/2024      | RVC247    |                                                                |                            |
| Rave Republic x Fahjah                         | Million Faces                              | Sencillo | 11/10/2024      | RVC248    |                                                                |                            |
| Ben Nicky x Sandro Silva                       | Opera Rave                                 | Sencillo | 18/10/2024      | RVC249    |                                                                |                            |
| le Shuuk x Dada Life                           | Fcking Vibe                                | Sencillo | 18/10/2024      | RVCD005   |                                                                | Rave Culture: Dystopia #11 |
| Crystal Rock x Tatsunoshin x S3RL              | Never Leave Me                             | Sencillo | 01/11/2024      | RVC250    |                                                                |                            |
| AXMO x STVW                                    | Here Without You                           | Sencillo | 08/11/2024      | RVC251    |                                                                |                            |
| Jaxx & Vega x KEVU                             | Crash The Party                            | Sencillo | 15/11/2024      | RVC252    |                                                                |                            |
| Sandro Silva                                   | Now Or Never                               | Sencillo | 22/11/2024      | RVC253    |                                                                |                            |
| STVW                                           | Rockstar Rave                              | Sencillo | 29/11/2024      | RVC254    |                                                                |                            |
| Alpharock x Zhiko x KDH                        | Tokyo To Rio                               | Sencillo | 02/12/2024      | RVC255    |                                                                |                            |
| AXMO x nanobii                                 | What About Me?                             | Sencillo | 13/12/2024      | RVC256    |                                                                |                            |
| SMACK x Rave Republic                          | Upside Down                                | Sencillo | 17/04/2024      | RVCD006   |                                                                | Rave Culture: Dystopia #12 |
| W&W                                            | OIIA OIIA (Spinning Cat)                   | Sencillo | 17/01/2025      | RVC257    |                                                                |                            |
| Tungevaag feat. Liis Lemsalu                   | Solo Dance                                 | Sencillo | 17/01/2024      | RVC258    |                                                                |                            |

## Rave Culture: Dystopia
El 19 de enero de 2022, a través de las redes sociales de Rave Culture, se conoció la fundación de una subdisquera apodada como "Rave Culture: Dystopia", su primer sencillo siendo "The Lone Ranger" de NWYR.

## Lanzamientos [RVCD]
| Artista           | Lanzamiento           | Tipo     | Fecha      | Catálogo | Comentarios |
| ----------------- | --------------------- | -------- | ---------- | -------- | ----------- |
| NWYR              | The Lone Ranger       | Sencillo | 28/01/2022 | RVCD001  |             |
| Wiwek             | Partisan              | Sencillo | 04/03/2022 | RVCD002  |             |
| Sandro Silva      | Zeta                  | Sencillo | 29/04/2022 | RVCD003  |             |
| NWYR x Wiwek      | Cocoon                | Sencillo | 13/05/2022 | RVCD004  |             |
| NWYR              | S1R1                  | Sencillo | 10/06/2022 | RVCD005  |             |
| Husman            | Sleepwalkers          | Sencillo | 21/10/2022 | RVCD006  |             |
| W&W x Bassjackers | Why Am I Doing This?! | Sencillo | 19/01/2024 | RVCD006  |             |

## Lanzamientos NWYR Music [__FREE__]
| Artista | Lanzamiento             | Tipo     | Fecha                   | Catálogo | Comentarios                        |
| ------- | ----------------------- | -------- | ----------------------- | -------- | ---------------------------------- |
| NWYR    | Voltage                 | Sencillo | 12/06/2017              | __FREE__ |                                    |
| NWYR    | Dragon                  | Sencillo | 20/10/2017              | __FREE__ |                                    |
| NWYR    | Ends Of Time            | Sencillo | 16/03/2018              | __FREE__ |                                    |
| NWYR    | Time Spiral             | EP       | 20/08/2018 y 27/08/2018 | __FREE__ | Canciones: Time Spiral y Wormhole. |
| NWYR    | Artificial Intelligence | Sencillo | 29/04/2019              | __FREE__ |                                    |
| NWYR    | Mind Control            | Sencillo | 02/12/2019              | __FREE__ |                                    |
| NWYR    | Heart Eyes              | Sencillo | 20/04/2020              | __FREE__ |                                    |
| NWYR    | Gamer                   | Sencillo | 06/08/2020              | __FREE__ |                                    |
| NWYR    | Drakaina                | Sencillo | 13/11/2020              | __FREE__ |                                    |
| NWYR    | Shenron                 | Sencillo | 12/02/2021              | __FREE__ |                                    |
| NWYR    | Year Of The Dragon      | Sencillo | 27/08/2021              | __FREE__ |                                    |
| NWYR    | Zero Gravity            | Sencillo | 18/03/2022              | __FREE__ |                                    |

## Artistas de Rave Culture
- 22Bullets
- Alpharock
- ANG
- Andrew Rayel
- Aquatica
- Armin van Buuren
- Atmosfearz
- AVAO
- AXMO
- Bassjackers
- Becko
- Ben Nicky
- Blasterjaxx
- Blastoyz
- Bonka
- Carta (DJ)
- CHOCKABLOCK
- Chukiess & Whackboi
- Crystal Rock
- Dada Life
- Dannic
- Darius & Finlay
- Darren Styles
- David Rust
- D-Block & S-te-Fan
- Dee Dee
- Demi Kanon
- Derb
- Diandra Faye
- Dimatik
- DJ Junior
- Dr Phunk
- Drifter5
- DubVision
- EMKR
- Evelyn Bakker
- Ezra Hazard
- Fahjah
- Firebeatz
- FLRNTN
- Graham Bell
- Groove Coverage
- G-Sus
- Harris & Ford
- Husman
- Jaxx & Vega
- Jessica Chertock
- Justin Prime
- KDH
- KEVU
- Kizuna AI
- Kris Kiss
- L3N
- Landis
- Le Prince
- Le Shuuk
- Liis Lemsalu
- Linnea Schössow
- Lucas & Steve
- Luciana
- Luminn
- Lyndo
- Maddix
- MaRLo
- Marnik
- Martin Bepunkt
- Martin Jensen
- Maurice West
- MC Strecht
- Meryll
- Mike Cervello
- Mike Williams
- Monta
- Naeleck
- nanobii
- New Sound Nation
- Nick Havsen
- Nicky Romero
- Nifra
- NIVIRO
- NWYR
- Olly James
- Outrage
- Outsiders
- Ørjan Nilsen
- O-Zone
- Oddity
- R3hab
- R3spawn
- Raakmo
- Rave Republic
- Restricted
- RØRY aka Roxanne Emery
- S3RL
- SaberZ
- Sandro Silva
- Sequenza
- SixCap
- Skylights
- Slenderino
- SMACK
- Sonja
- Sophia Ayana
- Sound Rush
- Special D.
- Sunbeam
- Stonebank
- Strickly Business
- STVW
- Sub Zero Project
- Tatsunoshin
- TBR
- Technikore
- The Golden Army
- The Lost Shepherds
- Timmy Trumpet
- Tony Junior
- Trey Pearce
- Triiiple Inc
- Tungevaag
- Uberjak'd
- Vinai
- Widemode
- Will Sparks
- Willy William
- W&W
- Wiwek
- Zanny Duko
- Zafrir
- Zanny Duko
- Zhiko
- ZIGGY X

## Compilaciones [RC]
RCC: Rave Culture Compilación 
| Artista         | Título                                    | Tipo        | Fecha      | Catálogo | Comentarios |
| --------------- | ----------------------------------------- | ----------- | ---------- | -------- | ----------- |
| Varios Artistas | Future Heroes Of Big Room Vol. 1 - by W&W | Compilación | 23/03/2020 | RCC001   |             |

| Artista               | Título              | Tipo     | Fecha      | Catálogo | Comentarios                               |
| --------------------- | ------------------- | -------- | ---------- | -------- | ----------------------------------------- |
| KEVU                  | Rave Is Our Cure    | Sencillo | 23/03/2020 | RCC001   | Future Heroes Of Big Room Vol. 1 - by W&W |
| Jaxx & Vega x Outrage | The Night           | Sencillo | 23/03/2020 | RCC001   | Future Heroes Of Big Room Vol. 1 - by W&W |
| SaberZ x Zanny Duko   | Open Your Mind      | Sencillo | 23/03/2020 | RCC001   | Future Heroes Of Big Room Vol. 1 - by W&W |
| Sandro Silva x KEVU   | Champion Sound      | Sencillo | 23/03/2020 | RCC001   | Future Heroes Of Big Room Vol. 1 - by W&W |
| Graham Bell           | Pam Pam (Phat Bass) | Sencillo | 23/03/2020 | RCC001   | Future Heroes Of Big Room Vol. 1 - by W&W |
| Sandro Silva x KEVU   | The Night King      | Sencillo | 23/03/2020 | RCC001   | Future Heroes Of Big Room Vol. 1 - by W&W |
| Sandro Silva x SaberZ | Russian Roulette    | Sencillo | 23/03/2020 | RCC001   | Future Heroes Of Big Room Vol. 1 - by W&W |
| Monta                 | Paradise            | Sencillo | 23/03/2020 | RCC001   | Future Heroes Of Big Room Vol. 1 - by W&W |
| ANG                   | Rave City           | Sencillo | 23/03/2020 | RCC001   | Future Heroes Of Big Room Vol. 1 - by W&W |
| Zafrir                | Zangi               | Sencillo | 23/03/2020 | RCC001   | Future Heroes Of Big Room Vol. 1 - by W&W |